# 7 (lettre)
Pour les articles homonymes, voir Sept (homonymie).
7, appelé lettre sept, est une lettre utilisée l’écriture de quelques langues amérindiennes comme l’ayapaneco au Mexique, le nooksack, le nuxalk, le samish, le shuswap (secwepemc, secwepemctsin, splatsin), le squamish et le st’at’imcets (lilwat, northern statimcets) ou plusieurs langues mayas, ou encore dans certaines langues d’Éthiopie comme le gamo, le dawro, le gofa ou le wolaitta. Elle a la même graphie que le chiffre 7.

## Utilisation
Le sept est utilisé dans plusieurs orthographes pratiques pour représenter le coup de glotte habituellement représenté avec le symbole coup de glotte ‹ ʔ › dans certains alphabets phonétiques.

## Usage informatique
Le 7 peut être représenté avec le caractère Unicode suivant (Commandes C0 et latin de base) :
- 7 : U+0037